# Tour Down Under de 2018
A  20ª edição do Tour Down Under realizou-se entre 16 de janeiro e 21 de janeiro de 2018.

## Equipas
No total sao 19 equipas a competir,18 do UCI World Tour e uma equipa australiana.
| Equipes WorldTeam (18)- AG2R La Mondiale - Astana - BMC Racing Team - Bora-Hansgrohe - Dimension Data - EF Education First-Drapac p/b Cannondale - FDJ - Lotto Soudal - Movistar Team - Mitchelton-Scott - Quick-Step Floors - Sky - Team Sunweb - Bahrain-Merida - Katusha-Alpecin - Trek-Segafredo - Lotto NL-Jumbo - UAE Team Emirates translation for headoftableIII_translate index 39 not found- UniSA-Australia |
| |

## Etapas
| Etapa | Data    | Percurso                     | type            | Distância (km) | Vencedor      | Líder geral   |
| ----- | ------- | ---------------------------- | --------------- | -------------- | ------------- | ------------- |
| 1     | 16 jan. | Port Adelaide – Lyndoch      | etapa plana     | 145            | André Greipel | André Greipel |
| 2     | 17 jan. | Unley – Stirling             | etapa escarpada | 148,6          | Caleb Ewan    | Caleb Ewan    |
| 3     | 18 jan. | Glenelg – Victor Harbor      | etapa plana     | 120,5          | Elia Viviani  | Caleb Ewan    |
| 4     | 19 jan. | Norwood – Uraidla            | etapa escarpada | 128,2          | Peter Sagan   | Peter Sagan   |
| 5     | 20 jan. | McLaren Vale – Willunga Hill | média montanha  | 151,5          | Richie Porte  | Daryl Impey   |
| 6     | 21 jan. | Adelaide – Adelaide          | etapa plana     | 90             | André Greipel | Daryl Impey   |

## Líderes da Classificação
| Etapa               | Vencedor            | Classificação Geral Individual | Classificação da Montanha | Classificação dos Pontos | Classificação da Juventude | Classificação por Equipas |
| ------------------- | ------------------- | ------------------------------ | ------------------------- | ------------------------ | -------------------------- | ------------------------- |
| 1.ª                 | André Greipel       | André Greipel                  | Nicolas Dlamini           | André Greipel            | Caleb Ewan                 | Bora-Hansgrohe            |
| 2.ª                 | Caleb Ewan          | Caleb Ewan                     | Nicolas Dlamini           | Caleb Ewan               | Caleb Ewan                 | Bahrain Merida            |
| 3.ª                 | Elia Viviani        | Caleb Ewan                     | Nicolas Dlamini           | Caleb Ewan               | Caleb Ewan                 | Bahrain Merida            |
| 4.ª                 | Peter Sagan         | Peter Sagan                    | Nicolas Dlamini           | Peter Sagan              | Egan Bernal                | Bahrain Merida            |
| 5.ª                 | Richie Porte        | Daryl Impey                    | Nicolas Dlamini           | Peter Sagan              | Egan Bernal                | Bahrain Merida            |
| 6.ª                 | André Greipel       | Daryl Impey                    | Nicolas Dlamini           | Peter Sagan              | Egan Bernal                | Bahrain Merida            |
| Classificação Final | Classificação Final | Daryl Impey                    | Nicolas Dlamini           | Peter Sagan              | Egan Bernal                | Bahrain Merida            |